# Норвешка шума
Норвешка шума (транслит.) је роман јапанског писца Харукија Муракамија из 1987. године. Данас је у Јапану и даље један од најчитанијих романа, а у Србији је објављен 2007. године у издању Геопоетике. На основу романа снимљен је филм редитеља Тран Ан Хунга, који је први пут приказан на фестивалу у Венецији 2010. године.

## Тема романа
Роман представља носталгичну причу о губитку и сексуалности. У улози приповедача налази се Тору Ватанабе, који се присећа својих студентских дана у Токију. Кроз његова сећања на младалачке дане, видимо како развија однос са две јако различите жене — прелепом, али емоционално нестабилном Наоко и друштвеном и живахном Мидори. Радња романа смештена је у Токију током 1960-их година када су јапански студенти, као и многи други широм света, протестовали против система. Мада студентски покрет служи као позадина за развој фабуле романа, Мураками га (кроз Торове и Мидорине очи) приказује као слабашан и лицемеран покрет. Први део романа заснован је на једној ранијој Муракамијевој причи, Свитак, коју је проширио за потребе романа.
| „ | Стога те молим да не схваташ све толико озбиљно. Сви ми (под тим подразумевамо нормалне људе и оне који то нису) јесмо несавршени људи који живе у несавршеном свету. Не може се живети лењиром мерећи дужине, а угломером углове, нити прецизно као да је живот банковни рачун. Зар није тако? | ” |

Прича је, касније, укључена у збирку Слепа врба, успавана жена. Норвешка шума је постала хит међу јапанском омладином и од Муракамија је направила својеврсну звезду у Јапану, што му је извесно време представљало проблем.

## О писцу
Харуки Мураками (транслит. , Кјото 12. јануар 1949) један је од најпознатијих јапанских савремених писаца надреализма и добитник више престижних књижевних награда. Објављивањем првог романа Норвешка шума, Мураками постаје светски познат. Овај роман продат је у милион примерака у Јапану. Кратке приче такође представљају важан део Муракамјевог опуса.

## Наслов
Изворни јапански назив, Noruwei no Mori, представља стандардни јапански превод назива песме Norwegian Wood групе Битлси, коју је написао Џон Ленон. Сама песма се у роману често спомиње, а уједно је и најдража песма Торове девојке Наоко. Ипак, Mori на јапанском језику означава шуму, а не дрво, о коме песма говори. Улога шуме и шумска сценографија такође играју велику улогу у роману.

## Ликови
- Тору Ватанабе (транслит.) је главни лик и приповедач. Тору је студент из Токија просечних способности који студира драматургију, али без неких јасних уверења и разлога зашто то ради. За разлику од већине, занима га западна књижевност, посебно америчка. Његов најбољи пријатељ је Кизуки, а касније развије везе са Наоко и Мидори.
- Наоко (транслит.) је прелепа али емоционално нестабилна девојка, која је на почетку Кизукијева девојка, али касније након његове смрти буде са Торуом. Њена сестра починила је самоубиство са 17 година, што заједно са Кизукијевом смрћу има велики утицај на њену личност.

- Мидори Кобајаши (транслит.) је Торуова колегиница, која је посебно живахна и дружељубива. Заједно са сестром помаже оцу у вођењу књижаре. На почетку има дечка, међутим, почиње се свиђати Торуу након што се упознају, што га ставља у незгодну ситуацију.

- Реико Ишида (транслит.) је пацијент у планинској клицини, у коју Наоко одлази. С обзиром да су Наоко и она делиле собу, постају веома блиске пријатељице. Реико је била успешна пијанисткиња и веома вешта са гитаром, све док јој њени психички проблеми нису уништили и каријеру и брак. Покушава помоћи Наоко и Тору у њиховој вези.

- Кизуки (транслит.) је Торуов најбољи пријатељ из средње школе и први Наокин дечко. Са 17 година је починио самоубиство.

- Нагасава (транслит.) је студент дипломатије у Токију, пријатељство са Торуом је започело захваљујући књизи Велики Гетсби коју обојица обожавају. Нагасава је необично харизматичан, а његова комплексност огледа се кроз његове идеале и везе.

- Хацуми (транслит.) је Нагасавина девојка која је са њим пуно пропатила. Две године након што је Нагасава отпутовао у Немачку Хацуми се удала, а само две године након удаје починила самоубиство. Њено самоубиство је натерало Торуа да прекине пријатељство са Нагасавом.

- Есесовац (транслит.) је Торуов цимер опседнут чистоћом, студира картографију. У једном тренутку одлази из собе, остављајући Торуа самог, а касније се из непознатих разлога у потпуности исељава из дома.

- Ито је студент сликарства кога Тору упознаје након исељења из дома који је делио са Нагасавом и Есесовцем. Заједничка им је била љубав према писцу Борису Вијану.
- Момоко Момо Кобајаши је Мидорина сестра.

- Г. Кобајаши је Мидорин отац, удовац. Мидори је најпре слагала Торуа да јој је отац емигрирао у Уругвај, али касније признаје да је заправо у болници због рака мозга. Када га Мидори и Тору посете, Тору остане накратко сам са њим и сам се брине о њему. Касније умире, након чега његове кћери продају књижару и селе се у стан.

## Алузије
Једна од најдражих књига Торуа и његовог пријатеља Нагасаве је роман Велики Гетсби Ф. Скота Фицџералда. Пре ње, Тору је јако волео књигу Кентаур Џона Апдајка, коју је прочитао неколико пута. 
Током првих сусрета с Наоко и Реико на клиници, Тору чита роман Чаробни брег Томаса Мана. Исто тако воли и роман Под точком, другу књигу Хермана Хесеа. 
Када Тору посети Наоко на клиници, обоје се присете догађаја када су Кизуки и он узели мотоцикл како би је посетили у болници. Иста та прича, само проширена, исприповедана је у насловној причи збирке Слепа врба, успавана жена.